# رينيه بوتورجاك
رينيه بوتورجاك (بالكرواتية: René Bitorajac)‏ هو مقدم تلفزيوني وممثل كرواتي (وحمل سابقاً جنسية جمهورية يوغوسلافيا الاشتراكية الاتحادية)، ولد في 2 مارس 1972 بزغرب في كرواتيا.

## أعمال

### أفلام
- (2001) الأرض المحايدة[4]

## وصلات خارجية
- رينيه بوتورجاك على موقع IMDb (الإنجليزية)
- رينيه بوتورجاك على موقع قاعدة بيانات الأفلام العربية
- رينيه بوتورجاك على موقع ألو سيني (الفرنسية)
- رينيه بوتورجاك على موقع أول موفي (الإنجليزية)
- رينيه بوتورجاك على موقع قاعدة بيانات الأفلام السويدية (السويدية)
- رينيه بوتورجاك على موقع قاعدة بيانات الفيلم (الإنجليزية)
- رينيه بوتورجاك على موقع كينوبويسك (الروسية)